# Home Nations Championship 1894
Die Ausgabe 1894 des Turniers Home Nations Championship in der Sportart Rugby Union (das spätere Five Nations bzw. Six Nations) fand vom 6. Januar bis zum 17. März statt. Turniersieger wurde erstmals Irland, das mit Siegen gegen alle anderen Teilnehmer die Triple Crown schaffte.

## Teilnehmer
| Land       | Stadion                                | Stadt                   | Kapitän                          |
| ---------- | -------------------------------------- | ----------------------- | -------------------------------- |
| England    | Birkenhead Park / Rectory Field        | Birkenhead / Blackheath | Richard Lockwood / Ernest Taylor |
| Irland     | Lansdowne Road / Ulster Cricket Ground | Dublin / Belfast        | Edmund Forrest                   |
| Schottland | Raeburn Place                          | Edinburgh               | Robert MacMillan / John Boswell  |
| Wales      | Rodney Parade                          | Newport                 | Arthur Gould / Frank Hill        |

## Tabelle
|    | Land       | Spiele | Siege | Unent. | Ndlg. | Spiel- punkte | Diff. | Tabellen- punkte |
| -- | ---------- | ------ | ----- | ------ | ----- | ------------- | ----- | ---------------- |
| 1. | Irland     | 3      | 3     | 0      | 0     | 15:5          | + 10  | 6                |
| 2. | England    | 3      | 1     | 0      | 2     | 29:16         | + 13  | 2                |
| 2. | Schottland | 3      | 1     | 0      | 2     | 6:12          | − 6   | 2                |
| 2. | Wales      | 3      | 1     | 0      | 2     | 10:27         | − 17  | 2                |

## Ergebnisse
| 6. Januar 1894 | England                                                                                      | 24 : 3        | Wales             | Birkenhead Park, Birkenhead Zuschauer: 5.000 Schiedsrichter: James Smith (Schottland) |
| 6. Januar 1894 | Versuche: Bradshaw Lockwood Morfitt Taylor Erhöhungen: Lockwood (3) Taylor Dropgoals: Taylor | (9:0) Bericht | Versuche: Parfitt | Birkenhead Park, Birkenhead Zuschauer: 5.000 Schiedsrichter: James Smith (Schottland) |

| 3. Februar 1894 | England                               | 5 : 7         | Irland                                | Rectory Field, Blackheath Zuschauer: 20.000 Schiedsrichter: W. M. Douglas (Wales) |
| 3. Februar 1894 | Versuche: Lockwood Erhöhungen: Taylor | (0:3) Bericht | Versuche: J. Lytle Dropgoals: Forrest | Rectory Field, Blackheath Zuschauer: 20.000 Schiedsrichter: W. M. Douglas (Wales) |

| 3. Februar 1894 | Wales                                      | 7 : 0         | Schottland | Rodney Parade, Newport Schiedsrichter: Edgar Holmes (England) |
| 3. Februar 1894 | Versuche: Fitzgerald Dropgoals: Fitzgerald | (3:0) Bericht |            | Rodney Parade, Newport Schiedsrichter: Edgar Holmes (England) |

| 24. Februar 1894 | Irland                               | 5 : 0   | Schottland | Lansdowne Road, Dublin Schiedsrichter: H. L. Ashmore (England) |
| 24. Februar 1894 | Versuche: Wells Erhöhungen: J. Lytle | Bericht |            | Lansdowne Road, Dublin Schiedsrichter: H. L. Ashmore (England) |

| 10. März 1894 | Irland                   | 3 : 0         | Wales | Ulster Cricket Ground, Belfast Zuschauer: 5.000 Schiedsrichter: R. D. Rainie (Schottland) |
| 10. März 1894 | Straftritte: J. H. Lytle | (3:0) Bericht |       | Ulster Cricket Ground, Belfast Zuschauer: 5.000 Schiedsrichter: R. D. Rainie (Schottland) |

| 17. März 1894 | Schottland            | 6 : 0   | England | Raeburn Place, Edinburgh Zuschauer: 12.000 Schiedsrichter: William Wilkins (Wales) |
| 17. März 1894 | Versuche: Boswell (2) | Bericht |         | Raeburn Place, Edinburgh Zuschauer: 12.000 Schiedsrichter: William Wilkins (Wales) |